# Benny Tetamashimba
Benny Tetamashimba († 5. September 2009 in Lusaka) war ein Politiker in Sambia.
Benny Tetamashimba gehörte zu den politischen Schwergewichten in Sambia, galt als eigenwillig und als ein Freund des offenen, polarisierenden Wortes. Der Begriff des „Politikerrecyclings“ stammt von ihm und bezeichnet jene, die für den wirtschaftlichen Niedergang Sambias verantwortlich waren und nun in der Demokratie neue Parteien gründen.
Tetamashimba war bis Februar 2004 Vorstandsmitglied der North Western Cooperative Union und Präsident der Zambia Cooperative Federation, als er wegen „Diffamierung“ gefeuert wurde.
Benny Tetamashimba war bereits 1996 Parlamentarier. Für die National Party gewann er den Wahlkreis Solwezi West und war dann Generalsekretär der United Party for National Development. Er gewann bei den Wahlen in Sambia 2001 für die UPND das Mandat des Wahlkreises Solwezi-Zentral in der Nationalversammlung.
Nach innerparteilichen Auseinandersetzung und Parteiausschluss wegen „Insubordination“ wechselte er 2003 zusammen mit Austin Liato zum Movement for Multi-Party Democracy. Im Mai 2006 war er Stellvertretender Minister für Information und Medien. Zugleich war er auch Sprecher des MMD.
Nach der Wahl im Jahr 2006, in der er seinen alten Wahlkreis gewann, wurde er zum Stellvertretenden Minister für Arbeit und Versorgung ernannt. Zuletzt amtierte er als Minister für Lokalverwaltung und Wohnung.
Benny Tetamashimba verstarb auf der Intensivstation im Lusaka University Teaching Hospital, nachdem er von Südafrika wegen einer speziellen medizinischen Behandlung an der Morningside Clinic in  Johannesburg in sein Heimatland zurückgekehrt war.